# 민화식
민화식(閔化植, 1939년 12월 18일, 전라남도 해남군 ~ )은 대한민국의 정치인이다. 제33·37·38대 전라남도 해남군수를 역임했다.

## 학력
- 해남동국민학교 졸업
- 해남중학교 졸업
- 광주고등학교 졸업
- 전남대학교 행정학과 학사 졸업

### 비학위 수료
- 건국대학교 대학원 행정학 석사 졸업

## 경력
- 1971.10 ~ 1986.04 내무부 재정담당관
- 1986.11 ~ 1989.01 전라남도 지방공무원교육원 원장
- 1993.03 ~ 1994.05 제33대 전라남도 해남군 군수
- 1995.01 ~ 1995.03 전라남도 지방공무원 교육원 원장
- 1998.07 ~ 2004.05 제37대·제38대 전라남도 해남군 군수
- 2002.07 ~ 2003.06 전국시장군수구청장협의회 공동 부회장

## 역대 선거 결과
|  | 39.44% |

|  | 47.63% |

|  | 62.00% |

|  | 34.96% |

|  | 29.0% |

|  | 43.98% |

|  | 43.01% |